# José Alejandro Ferreyra
José Alejandro Ferreyra es considerado el más célebre baqueano argentino. Conocido por su apodo quichua Alicu o Alico, fue desde su oficio uno de los principales partícipes de la guerra de independencia Argentina y de las guerras civiles.

## Biografía
Alico Ferreyra nació alrededor del año 1770 en La Banda, provincia de Santiago del Estero.
Al producirse la Revolución de mayo de 1810 en Buenos Aires la Junta Provisoria de Gobierno envió al ejército auxiliador al mando de Francisco Ortiz de Ocampo y su sucesor Antonio González Balcarce.
Cuando Balcarce llegó a la ciudad de La Banda tuvo noticias de Alico y requirió sus servicios como baqueano. Ferreyra colaboró con el ejército patriota señalando la ruta primero hasta el escenario de la Batalla de Cotagaita y después hasta el de Suipacha.

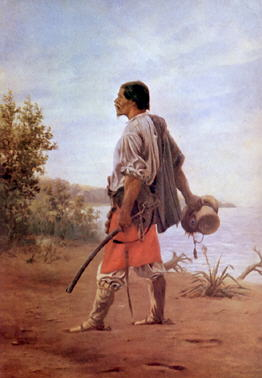
"El Baqueano", Juan Manuel Blanes (óleo, 1875).

Su lealtad, aún en momentos de adversidad, y el extraordinario conocimiento que evidenció del territorio norteño le ganó un merecido prestigio. 
Desempeñó similares tareas cuando el Dr. Marco Avellaneda organizó la Coalición del Norte para luchar contra Juan Manuel de Rosas. En 1825 sirvió a las órdenes del general Lamadrid en su lucha contra Facundo Quiroga y en 1830 y 1832 actuó contra el general José María Paz.
En 1840 actuó como baqueano oficial del general Juan Lavalle. En la batalla de Famaillá lo salvó después de la derrota de caer en poder de Manuel Oribe haciéndolo retirar por un desconocido atajo.
El 30 de agosto de 1840 el gobierno de la provincia de Tucumán le confirió el grado de teniente del ejército.
Tras la muerte de Lavalle guio a la partida que al mando del general Pedernera condujo sus restos por la quebrada de Humahuaca rumbo a Potosí.
El gobernador de Santiago Ibarra le insistió sin éxito para que colaborara con él, por lo que finalmente dio órdenes de apresarlo. En 1846 sus soldados lo descubrieron viviendo en un rancho de Burruyacú, Tucumán, pero Ferreyra logró fugar.
Pedro Lacasa, secretario de Lavalle, decía que "No sólo conocía los caminos, los lugares poblados y despoblados y las distancias por las vías ordinarias, sino también las leguas que había de un punto al otro por sendas extraviadas, la naturaleza de los pastos, la condición de las aguadas y el tiempo preciso que necesitaba un ejército para llegar de un punto a otro".
En 1850 volvió a Santiago del Estero. En esa oportunidad fue nuevamente requerido por orden de Ibarra y se le dieron instrucciones de llevar un regalo (yerba mate) al general Justo José de Urquiza a lo que Ferreyra se negó, por lo que fue desterrado a Potosí, donde murió el 9 de octubre de 1855.
Se ignora donde fue sepultado. Era descripto como un hombre de baja estatura, algo grueso, trigueño y de cabello
canoso, de una honradez a toda prueba. 
Una calle de su ciudad natal lleva su nombre. También lleva su nombre una calle en la Localidad de Aldo Bonzi, Partido de La Matanza, en la provincia de Buenos Aires. 